# Lanzatus somalicus
Espèce
Synonymes
- Sabinebuthus elegans Lourenço, 2001

Lanzatus somalicus est une espèce de scorpions de la famille des Buthidae.

## Distribution
Cette espèce est endémique de Somalie. Elle se rencontre vers Gesera.

## Description
Le mâle holotype mesure 27,6 mm

## Étymologie
Son nom d'espèce lui a été donné en référence au lieu de sa découverte, la Somalie.

## Publication originale
- Kovařík, 2001 : « Lanzatus somalicus gen. et sp. n. (Scorpiones: Buthidae) from Somalia. » Acta Societatis Zoologicae Bohemicae, vol. 65, no 1, p. 41-44 (texte intégral).